# Ильин, Константин Григорьевич
Константин Григорьевич Ильин (1902—1984) — советский учёный-химик, профессор (1966), доктор технических наук (1963).
Специалист в области электрохимии. Ильину вместе со своим коллегой — Д. П. Семченко — впервые в мире удалось решить проблему синтеза хлоратов и перхлоратов из раствора соляной кислоты и создать научную школы электрохимического синтеза хлоратов и перхлоратов.

## Биография
Родился 2 июня 1902 года в г. Нахичевань-на-Дону (ныне Ростове-на-Дону) в семье рабочего.
После окончания подготовительного факультета рабочей молодёжи — в 1930 году поступил в Донской политехнический институт.
После окончания института в 1935 году, как инженер химик-технолог, он три года проработал начальником смены на химическом заводе г. Дзержинска, а в 1938 году поступил в ДПИ в аспирантуру на кафедру физической и коллоидной химии, став учеником и коллегой Дмитрия Платоновича Сёмченко, который тогда уже заведовал кафедрой.
В 1941 году Константин Григорьевич ушёл на фронт Великой Отечественной войны и воевал до самой Победы. После войны, вернувшись на кафедру, он в 1947 году защитил кандидатскую диссертацию, потом работал в НПИ преподавателем кафедры общей химической технологии и в 1956 году возглавил кафедру технологии неорганических веществ, которой руководил по 1982 год.
Умер 22 декабря 1984 года.

## Награды
- Награждён медалями СССР.